# Les Pillards (roman)
Pour les articles homonymes, voir Les Pillards.
Les Pillards est un roman de fantasy écrit par Robin Hobb. Traduction française de la seconde moitié du livre original City of Dragons publié en 2012, il a été publié en français le 28 septembre 2012 aux éditions Pygmalion et constitue le sixième tome du cycle Les Cités des Anciens.

## Résumé
À Cassaric, le Mataf a accosté. Le capitaine Leftrin, après avoir lancé de nombreuses commandes pour approvisionner son navire, se rend au conseil des Marchands pour tenter de récupérer la moitié de son salaire qui lui est due pour avoir mené à bien la mission qu'on lui avait confiée. Il demande également la part qui revient aux gardiens des dragons, ces derniers lui ayant confié un document qui le désigne légalement pour le faire. Malgré la présence de Malta et Reyn Khuprus qui poussent dans son sens, les Marchands de Cassaric n'acceptent pas ce paiement car ils exigent de Leftrin toutes cartes et documents leur permettant de trouver la cité antique de Kelsingra, ce que ce dernier refuse, arguant que cela ne fait pas partie de son contrat. Leftin quitte alors le conseil, non sans avoir auparavant remis à Malta une missive de la part d'Alise Kincarron Finbok la mettant au courant des grands faits relatifs à Kelsingra et aux dragons. Se sentant faible car sa grossesse est bientôt à terme, Malta demande à Reyn de rattraper Leftrin pour le ramener chez eux afin qu'il leur donne tous les renseignements relatifs aux dragons. Sur le chemin de sa résidence, Malta ressent les premiers signes d'un accouchement et demande de l'aide au premier individu qu'elle croise, qui à son malheur se révèle être un marchand chalcédien du nom de Begasti Cored. Il la kidnappe et la ramène dans sa chambre où il rejoint le marchand chalcédien Sinad Arich avec lequel il planifie le meurtre de Malta, son découpage afin de la conserver dans le meilleur état possible afin de la ramener au duc de Chalcède qui est à la recherche de tout ce qui provient des dragons. Après avoir accouché et néanmoins réussi à terrasser Begasti Cored, Malta rejoint le Mataf qui parvient à prendre soin de son nouveau-né mi-Ancien mi-homme mais trop faible pour survivre sans l'aide à moyen terme d'un dragon. Malta et Reyn persuadent alors Leftrin de quitter Cassaric et de retourner à Kelsingra. Tillamon Khuprus, la sœur de Reyn, choisit de les accompagner.
À Kelsingra, Sintara redonne vie à la cité et met en route un processus de chauffage d'eau afin de prendre un bain bouillant qui lui redonne, ainsi qu'à Gringalette, énergie et vigueur. Thymara et Kanaï, qui les accompagnent, en profitent également et ils découvrent une chambre où mobilier et habits d'Anciens sont toujours en bon état. Thymara se donne enfin à Kanaï sans plus penser aux conséquences que cela pourrait avoir.
À Terrilville, le Marchand Finbok, père de Hest Finbok, persuade ce dernier de se rendre à Kelsingra afin de tenter de reconquérir sa femme Alise dans l'espoir que cette dernière ait des parts financières dans cette cité. Peu après, un assassin chalcédien, travaillant avec Begasti Cored, le contraint par la force à s'embarquer pour Trehaug afin d'y porter des messages.
En Chalcède, le duc, après des années de règne tyrannique, subit de plus en plus les affres de la vieillesse. Persuadé que tout ce qui provient des dragons pourrait le guérir, il accepte de donner à son chancelier la main de son unique fille et héritière de son trône en échange d'une partie de l'épaule de Selden Vestrit, que sa qualité d'Ancien le porte à être considéré comme un homme-dragon dans cette contrée où nul n'a connaissance des changements physiques qu'induit la proximité avec les dragons.